# 나가라자
나가라자(산스크리트어: नागराज)는 저승(파탈라)에 거주하는 신 또는 반신, 반인, 반뱀 존재인 나가의 다양한 종족의 왕이며, 때때로 인간의 모습을 취할 수도 있다. 이러한 초자연적인 존재들에게 바치는 의식들은 적어도 2000년 동안 남아시아 전역에서 행해져 왔다.

## 힌두교

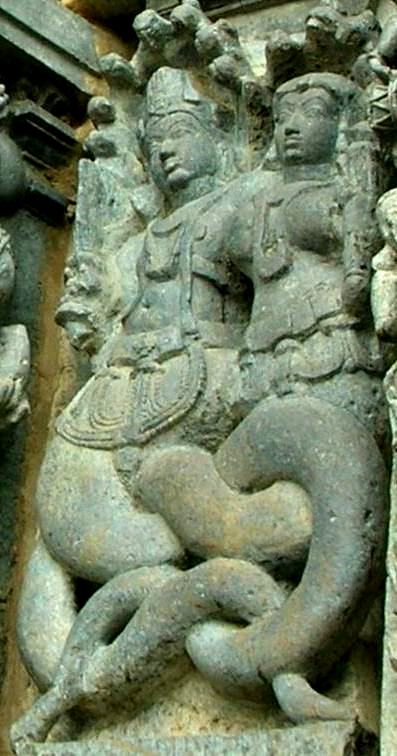
나가라자의 동상

힌두 경전들은 나가라자라고 불리는 세 개의 주요 존재, 즉 셰샤, 탁샤카, 바수키를 가리킨다. 이들은 모두 리시 카샤파와 카드루의 자녀들이다.

### 셰샤
셰샤는 초대 나가라자로, 아난타라는 이름으로도 알려져 있다. 신봉자이자 비슈누의 탈것인 그는 신의 침대 역할을 하며 모든 나가 중에서 가장 고귀한 존재로 불린다. 그는 창조신 브라흐마의 명령에 따라 지구를 지탱하는 존재로, 다르마의 개념 위에 굳건히 설 수 있는 축복을 얻는다.

### 바수키
바수키는 제2대 나가라자이다. 그는 항상 목에 나가를 두르는 시바의 신봉자이다.

### 탁샤카
탁샤카는 세 번째이자 현 나가라자이다. 마하바라타에서 그는 당시 판다바인 아르주나에 의해 불에 탄 칸다바 숲을 통치했다. 나중에 탁샤카는 아르주나의 손자인 파리크시트를 죽였다.
이 뱀들은 천 명의 형제들로 이루어진 무리이며,  마나사라는 이름의 자매도 있다.

### 사원
구자라트주 탕가드구에는 나가라자 바수키 사원이 있다.
타밀나두주 칸야쿠마리구에 있는 나게르코일에는 나가라자 사원이 있다.
케랄라 알레피구에는 만나라살라라는 또 다른 유명한 사원이 있다. 이 사원의 신은 아난타와 바수키를 하나로 구현한 신이다. 케랄라주 에르나쿨람구의 카이파토르에는 나가라자 신을 모시는 사원이 있다. 이 사원은 테카나틸 나가라자 케트람으로 알려져 있다.
케랄라주 티루바난타푸람구 푸자푸라에는 나가라자 신에게 헌정된 사원이 있다. 이 사원은 푸자푸라 나가루카부 사원으로 알려져 있다. 이 사원의 독특한 점은 나가람마(나가 왕국의 여왕)와 나가칸야(나가 왕국의 공주)를 포함한 나가라자 왕가의 가족을 한 사원 안에 모셨다는 것이다.
티루바난타푸람에는 바자무탐에 위치한 투파나투 카부 사원도 있다. 이 고대 사원에는 나가라자 바수키, 나가 약시(뱀의 자연 정신), 나가 칸야카(뱀의 암컷)의 세 가지 뱀 신이 모셔져 있습다. 이들에게 강황 가루, 누룸 팔룸(라임과 우유), 나가루투를 바친다. 투파나투 카부에는 나가 신들과 함께 바나두르가 여신과 라자라제스와리 여신이 함께한다.
쿠케 수브라마니야는 카르나타카주의 수브라마냐 마을에 위치한 힌두교 사원이다. 이 사원에서 카르티케야는 모든 뱀의 군주인 수브라마니야로 숭배된다. 서사시에는 가루다의 위협을 받은 신성한 뱀 바수키와 다른 뱀들이 수브라마니야 아래에서 피난처를 찾았다는 이야기가 전해져 내려온다.

## 불교

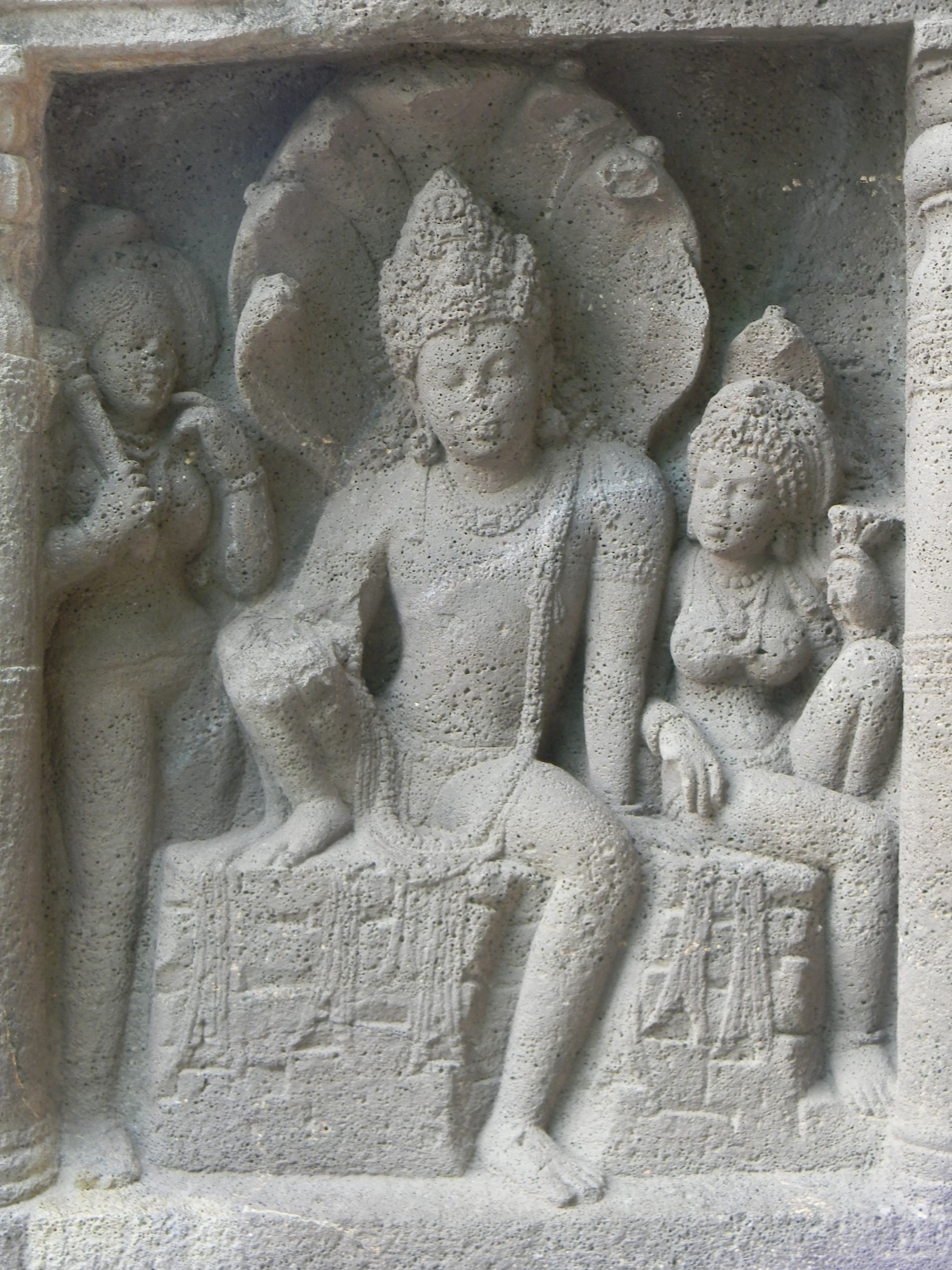
불교 아잔타 석굴에 있는 아내와 함께 있는 나가라자.

다양한 불교 문헌에 나가라자 종족이 많이 언급되어 있다. 불교에는 비루팍카족, 에라파타족, 차비야풋타족, 칸하고타마카족 등 네 가지 주요 나가라자 왕족 종족이 있다. 나가라자들은 불교 경전에서 석가모니의 설교를 듣는 많은 청중으로 등장한다. 나가라자의 임무에는 부처를 포함한 깨달은 존재들을 보호하고 불교를 보호하는 데 나가라자들을 이끄는 것이 포함되었다.
불교 경전에 등장하는 대표적인 나가라자들은 비루파크샤, 무찰린다, 드리타라스트라, 탁샤카, 바수키, 난다, 우파난다, 사가라, 발라반, 아나바탑타, 바루나, 웃팔라 등이 있다.

### 비루파크샤
비루파크샤는 불교의 주요한 신이다. 그는 사천왕 중 한 명이며 호법신이다. 그는 수미산의 서쪽에 살고 있다. 그는 나가족의 지도자이다.

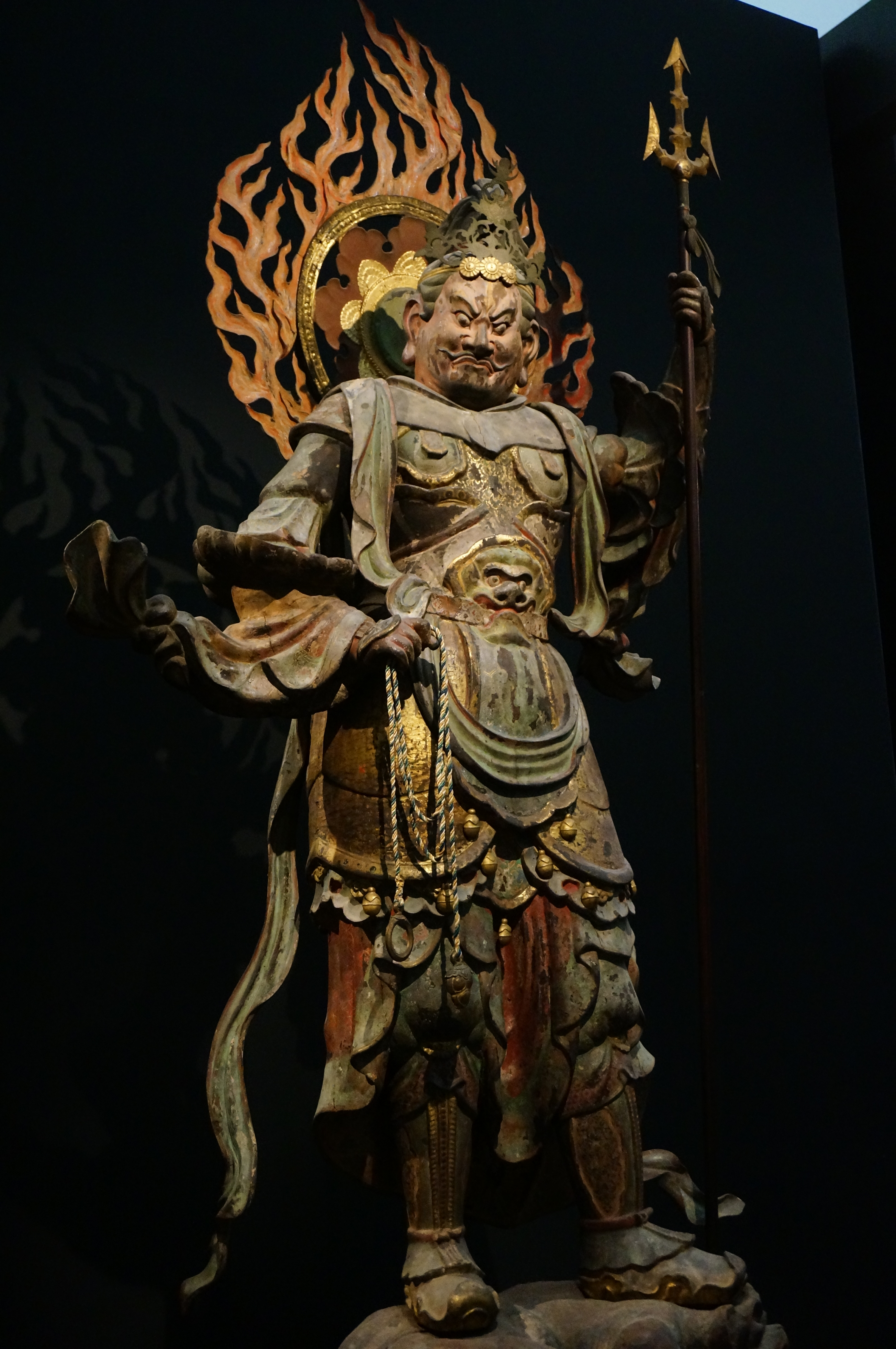
광목천왕상. 일본 조루리지

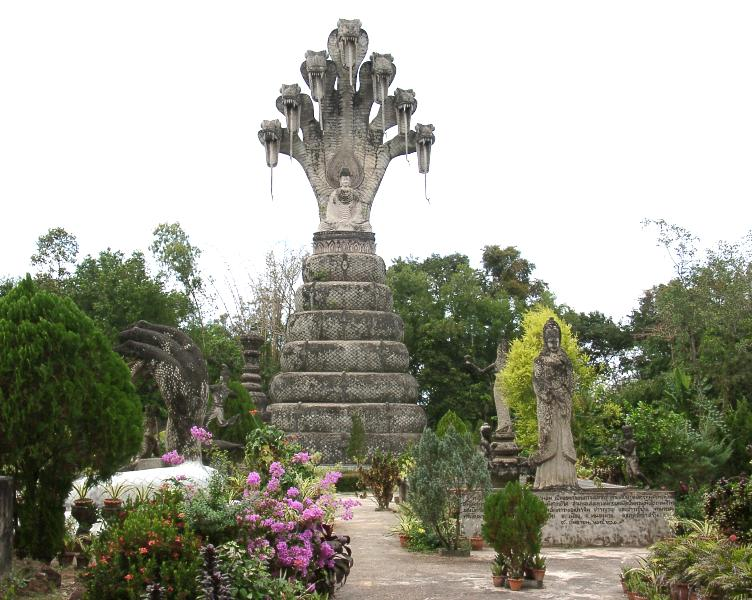
석가모니를 보호하는 무찰린다의 조각상(나가 프록 태도). 태국 북동부 농카이의 조각상.

### 무찰린다
석가모니가 보리수 아래에서 명상을 시작한 지 4주 후에 하늘은 7일 동안 어두워졌고, 엄청난 비가 내려왔다고 한다. 그러나 강력한 농노왕 무찰린다는 땅 밑에서 내려와 두건으로 모든 보호의 근원이 되는 자를 보호했다. 나가 프록 태도라고도 알려진 무칼린다의 보호 아래 명상하는 부처의 주제는 동남아시아 불교 예술에서 매우 흔하다.

### 드리타라스트라
불교 문헌에는 드리타라스트라라는 이름의 나가 왕이 등장한다. 그는 전생에 석가모니가 부리다타라는 이름의 보살이었을 때 그의 아버지였다. 그는 부리다타 자타카, 마하마유리 비디야라즈니수트라, 마하메가수트라와 같은 몇몇 불교 문헌에 언급되어 있다.

### 아팔랄라
아팔랄라는 불교 신화에 등장하는 물에 사는 나가라자이다. 부처(팔리어: Apalāladamana)가 불교로 개종한 이야기는 사만타파사디카와 디비바다나와 같은 불교 문헌에서 찾을 수 있으며, 불교 전설과 예술에서 가장 인기 있는 전설 중 하나이다.

### 탈라시킨
몇몇 불교 전통에서 탈라시킨이라 불리는 인물이 전설적인 케투마티 왕국 밖의 연못 안에 있는 궁전에서 살며 자정 동안 비를 내리는 용왕으로 묘사된다.

## 같이 보기
- 용왕
- 마나사